# Tai Hu
Tai Hu eller Taisøen (太湖; pinyin: Tài Hú, «Store sø») er med sine  2.250 km² den tredje største sø i Folkerepublikken Kina. Den ligger i  Yangtzeflodens delta nær byen Wuxi.
Søen er kendt for sine taihusten, som er gennemhullede og underlig udformede kalksten som ofte benyttes i kinesiske haver. Den bedste udsigt over Tai Hu er fra  Xihui-parken (錫惠公園), vest for Wuxi ved Dragelyspagoden (龍光塔; pinyin: Lóngguāngtǎ).
Søen er i gennemsnit kun to meter dyb, og har omkring 90 øer. Den er knyttet sammen med Kejserkanalen og er hovedvandkilde for flere floder, som for eksempel Suzhou.